# Prayers & Observations
Prayers & Observations è il secondo album in studio della cantante norvegese Torun Eriksen, pubblicato il 6 febbraio 2006 su etichetta discografica Jazzland Recordings e distribuito dalla Universal Music Norway.

## Tracce
1. Joy – 4:05
2. My Boy – 4:26
3. Way to Go – 4:33
4. Song of Sadness – 3:49
5. Featuring Youth – 5:24
6. The Sky from Where I Live – 5:12
7. Stories – 4:39
8. This Is Real – 4:44
9. Tired – 4:46
10. Saviour – 3:27

## Classifiche
| Classifica (2006) | Posizione massima |
| ----------------- | ----------------- |
| Norvegia          | 32                |